# Главное военное следственное управление
Гла́вное вое́нное сле́дственное управле́ние Сле́дственного комите́та Росси́йской Федера́ции — государственная организация (главное управление) осуществляющая высшее общее руководство всеми отраслями военного следствия, наблюдение и контроль за действиями подчинённых ему нижестоящих военно-следственных структур Следственного комитета Российской Федерации (СК России).

## История
ГВСУ СК России создано на базе Военного следственного управления Следственного комитета при прокуратуре Российской Федерации 15 января 2011 года.

## Структура ГВСУ СК России
В структуру ГВСУ СК России входят:
- Руководство:
  - заместитель Председателя Следственного комитета Российской Федерации — руководитель Главного военного следственного управления
  - первый заместитель руководителя Главного военного следственного управления Следственного комитета Российской Федерации
  - заместители руководителя Главного военного следственного управления Следственного комитета Российской Федерации

- Управление процессуального контроля и криминалистики:
  - методико-криминалистический отдел
  - первый контрольно-зональный отдел
  - второй контрольно-зональный отдел
- Следственное управление:
  - первый следственный отдел
  - второй следственный отдел
  - третий следственный отдел
  - контрольно-методический отдел
- Организационно-аналитическое управление:
  - информационно-аналитический отдел
  - организационно-инспекторский отдел
  - отдел по работе с обращениями и приему граждан
- Управление обеспечения деятельности:
  - административно-хозяйственный отдел
  - отдел документационного обеспечения
  - отдел планирования и сопровождения государственных закупок
- Управление кадров
  - первый отдел (правового обеспечения деятельности военных следственных органов)
  - второй отдел (кадров военных следственных органов)
  - третий отдел (организационно-штатной и мобилизационной работы)
  - четвертый отдел (служебных проверок, профилактики коррупционных и иных правонарушений)
  - пятый отдел (жилищного, пенсионного, медицинского и документационного обеспечения)
  - шестой отдел (аналитической и учебно-воспитательной работы)
- Отдел по защите государственной тайны
- Финансовый отдел
- Отдел оперативных дежурных и комендантской службы
- Контрольно-следственный отдел[1]

## Подчиненные военные следственные органы

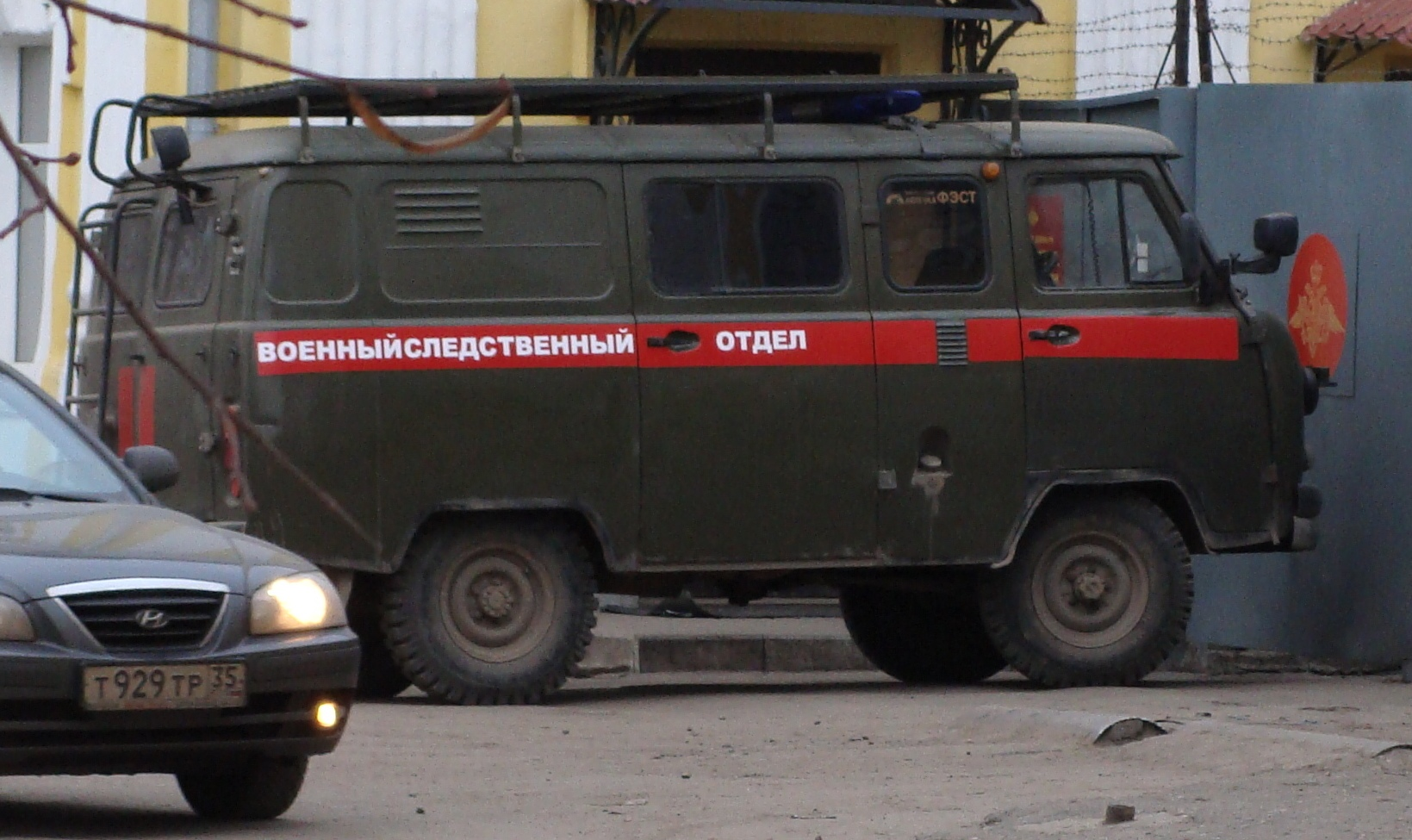
УАЗ-3909 военного следственного отдела в Вологде.

- ВСУ СК России по Восточному военному округу
- ВСУ СК России по Западному военному округу
- ВСУ СК России по Центральному военному округу
- ВСУ СК России по Южному военному округу
- ВСУ СК России по городу Москве
- ВСУ СК России по Ракетным войскам стратегического назначения
- ВСУ СК России по Балтийскому флоту
- ВСУ СК России по Северному флоту
- ВСУ СК России по Тихоокеанскому флоту
- ВСУ СК России по Черноморскому флоту